# Venizel
Venizel [vənizɛl] ist eine französische Gemeinde mit 1.333 Einwohnern (Stand: 1. Januar 2022) im Département Aisne in der Region Hauts-de-France. Sie gehört zum Arrondissement Soissons und zum Kanton Soissons-1.

## Geographie
Die Gemeinde Venizel liegt etwa fünf Kilometer ostsüdöstlich  von Soissons am Fluss Aisne, der die nördliche Gemeindegrenze bildet. Am Südrand der Gemeinde verläuft die Nationalstraße 31. Venizel hatte einen Bahnhof an der Bahnstrecke Soissons–Givet, die in diesem Abschnitt 1862 eröffnet wurde. Der Personenverkehr wurde im Mai 1938 eingestellt. Umgeben ist Venizel von den Nachbargemeinden Bucy-le-Long im Norden, Acy im Osten und Südosten, Billy-sur-Aisne im Süden und Südwesten sowie Villeneuve-Saint-Germain im Westen und Nordwesten.

## Bevölkerungsentwicklung
| Jahr      | 1962 | 1968 | 1975 | 1982 | 1990 | 1999 | 2006 | 2016 | 2022 |
| Einwohner | 758  | 1532 | 1651 | 1461 | 1522 | 1462 | 1392 | 1376 | 1333 |

## Sehenswürdigkeiten

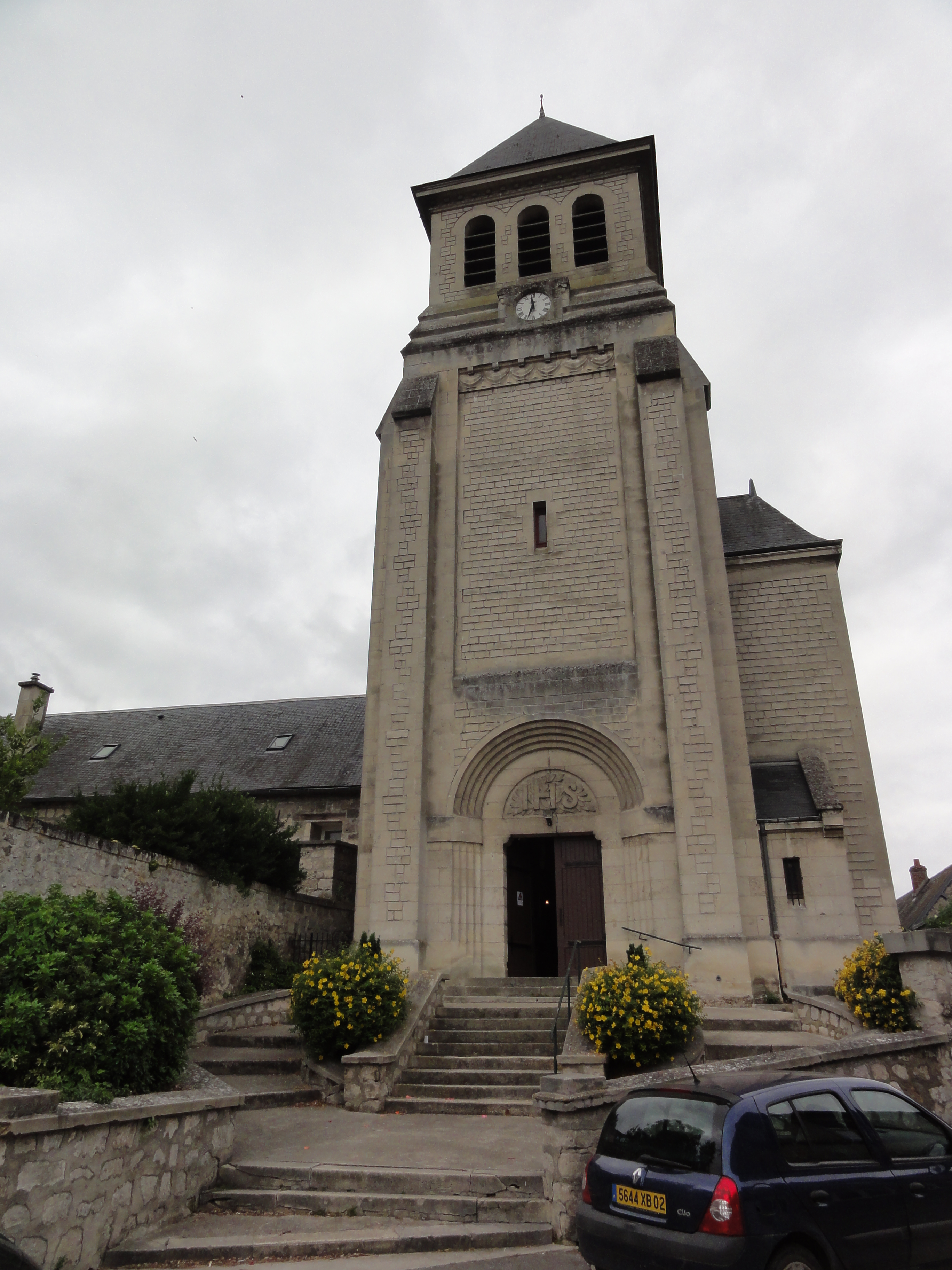
Kirche Saint-Crépin-et-Saint-Crespinien

- Kirche Saint-Crépin-et-Saint-Crespinien